# Punga Mare
Punga Mare este un lac în regiunea polară nordică a satelitului saturnian Titan. După Kraken Mare și Ligeia Mare, este al treilea ca mărime dintre lacurile lichide cunoscute de pe Titan.
A fost numit după Punga, cel care în mitologia Māori este strămoșul rechinilor, al razelor și al șopârlelor, de asemenea el este un fiu al lui Tangaroa, zeul mării.